# NGC 4818
NGC 4818 ist eine Balken-Spiralgalaxie vom Hubble-Typ SBab im Sternbild Jungfrau nördlich der Ekliptik. Sie ist schätzungsweise 43 Millionen Lichtjahre von der Milchstraße entfernt und hat einen Durchmesser von etwa 60.000 Lichtjahren.
Im selben Himmelsareal befinden sich u. a. die Galaxien NGC 4773, NGC 4777, NGC 4780, IC 3883.
Das Objekt wurde am 3. März 1786 von Wilhelm Herschel mit einem 18,7–Zoll–Spiegelteleskop entdeckt, der sie dabei mit „pB, vL, iF, lbM“ beschrieb. John Herschel notierte bei seiner Beobachtung im Jahr 1834: „B, L, mE in meridian, gpmbM, 3′ long“.

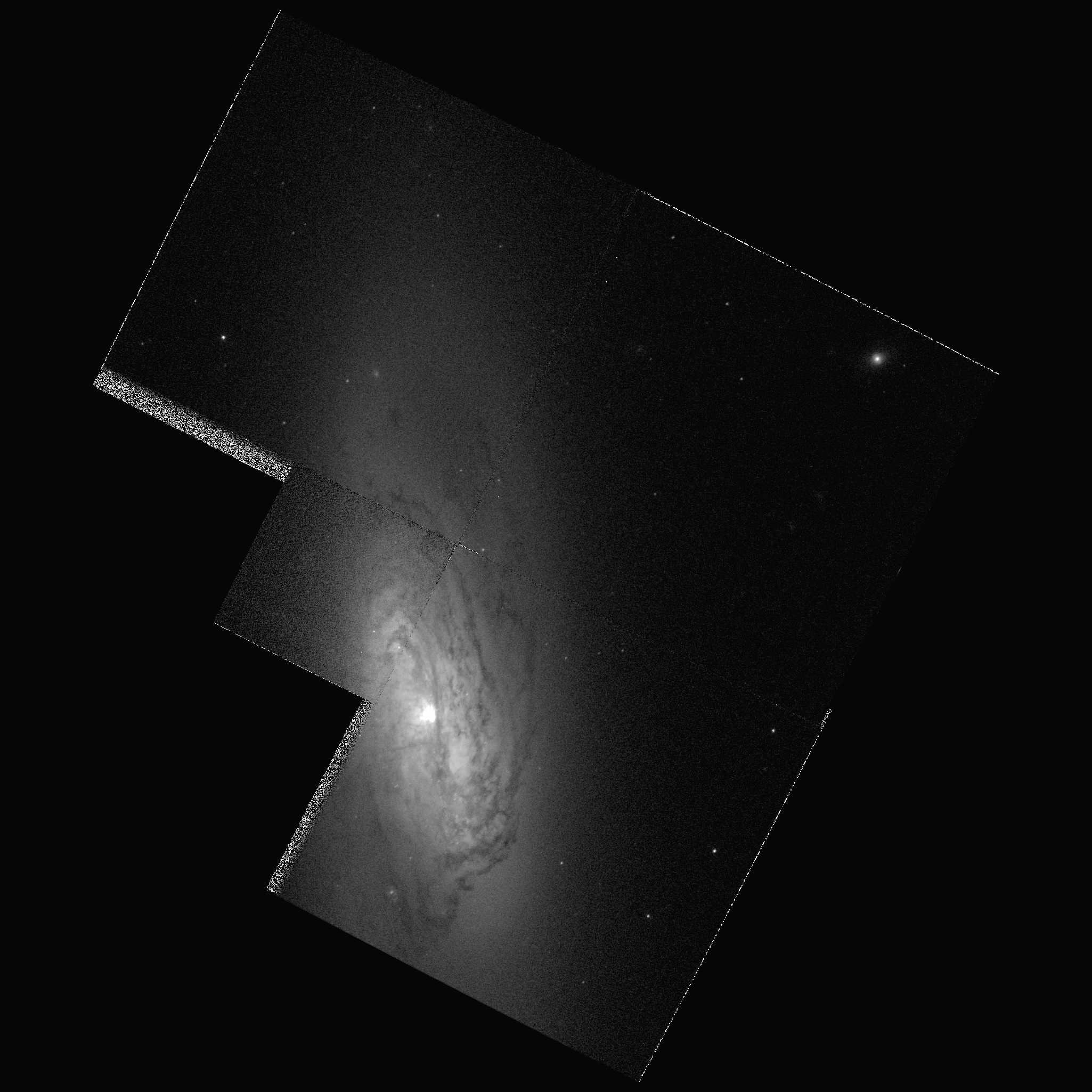
Hochaufgelöste Aufnahme der Spiralgalaxie NGC 4818, erstellt mithilfe des Hubble-Weltraumteleskops